# Ceryx flaviplagia
Ceryx flaviplagia là một loài bướm đêm thuộc phân họ Arctiinae, họ Erebidae.